# Aeolothrips tenuicornis
Aeolothrips tenuicornis är en insektsart som beskrevs av Bagnall 1926. Aeolothrips tenuicornis ingår i släktet Aeolothrips och familjen rovtripsar. Inga underarter finns listade i Catalogue of Life.